# 黃晸珉
黄晸珉或譯黃晸玟（1970年9月1日—），韓國男演員。常見誤譯為黃正民、黃政民、黃政敏等。主演的電影角色相當多元，2014年的《國際市場》、2015年的《辣手警探》在韓國影史上累積觀影人次(1,424萬)、(1,341萬)，2016年蓋洛普韓國（Gallup Korea）列出「最活躍的電影演員」TOP 10 名列第一，從影以來陸續以《你是我的未來》、《闇黑新世界》、《國際市場》、《首爾之春》、《北寒諜戰》獲得3屆青龍獎，2屆大鐘獎與百想藝術大賞最佳男主角獎，達成「青龍、大鐘、百想」三大電影獎影帝大滿貫。

## 生涯經歷

### 從大學路刻苦起家
高中重讀的時候他通過了新人征選考試，1990年參演當時風靡一時的電影出道，其後於首爾藝術大學話劇專業畢業，比起其它演員的出道年齡，近30歲才開始走上星途的黃晸珉可謂起步較晚。
黃晸珉大學畢業後成了戲劇/MTV的演員。黃晸珉在首爾藝術大學就讀時，和朋友組成「가스펠」登台演出。畢業後則進入「學田」（학전）劇團，1995年的《地鐵１號線》是他首次參與的正式舞台劇，隨後也在《개똥이》（1997-1998）等劇中演出。此外，在《萬世巨星》（1997）、《TOMMY》（2001）等音樂劇中，黃晸珉也展現了出色的演唱實力。隨著演藝事業的不斷發展，他開始向電影演員轉型，但這個過程並不順利，他的入行門檻不算低，出道作品《將軍的兒子》由具有「韓國影壇教父」之稱的導演林權澤指導，電影共拍了3部，分別在1990、1991、1992年於韓國上映，在韓國國內引起巨大迴響。在《將軍的兒子》上映之後，他時隔兩年多接到了自己的第二部電影作品《生死諜變》。

### 忠武路難行──充滿挫折和試煉的電影路（2001-2004）
在90年代，黃晸珉不斷地參加電影試鏡，可惜始終被刷下，無法獲得演出機會。直到2001年，終於通過《YKiKi兄弟》導演的試鏡，飾演一個充滿鄉土味的三流樂團鼓手。雖然這部電影票房不佳，但卻讓黃晸珉擠進電影界的窄門，拿下第1屆MBC電影賞的最佳男配角獎，2002年韓國首部同志電影《同志天涯淪落人》，黃晸珉出櫃的流浪漢角色有目共睹，一鳴驚人的拿下第23屆青龍獎最佳男新人獎，而在2003年的《偷情男女》中成了一名有外遇的律師，演繹出西裝畢挺、冷漠的知識份子形象。《同志天涯淪落人》和《偷情男女》中黃晸珉演出的角色個性強烈，讓他的名字也逐漸在人們心中留下印象。
2004年年底，黃晸珉在看過《女人貞慧》的劇本後，表示這是近年來少有的好劇本，纖細的感情和意外的結局，讓人不知不覺留下特別的印象，是個完成度很高的作品。也因此他自願演出該片中，一個想當作家的男子。這是一個平凡無華的角色，彷彿走在大街就會融入街景，毫不起眼的小人物。但他淡泊如水的真誠笑容和舉措，微妙地牽動了女主角的心靈。雖然戲份不多，但與黃晸珉之前演出的角色大相逕庭，展現出他沉穏的演技風貌。

### 大放異彩的2005年
2005年是黃晸珉極其忙碌的一年。他彷彿不吃飯不睡覺般，連續接演了五部電影：《女人貞慧》、《甜蜜的人生》、《天軍》、《你是我的命運》、《我的人生中最美麗的一個星期》。《甜蜜的人生》是黃晸珉首度扮演狠毒惡棍反派角色，身為黑社會領導人物，下屬失敗就下重手痛揍，還笑著對主角施以折磨酷刑，讓人不寒而慄的程度，簡直就像他一出生就是如此狠毒的人似的，他在戲中所展現的強烈個性技壓全場，一舉拿下2005年大韓民國電影大賞和大鐘獎的最佳男配角獎。之後，黃晸珉又在《天軍》中初次挑戰動作類電影，故事把南北韓與李舜臣將軍作時光穿梭連結，飾演一名回到過去的軍人，正氣凜然地在戰爭場面中奮勇殺敵。因為黃晸珉本身並不是動作派演員，所以在開拍前，特別用心在訓練上。他就像個學生般，在正式上場前會把所有準備工作都做到周全完善。
在電影《你是我的命運》中，黃晸珉扮演一個土氣的鄉下人，願意為愛情犧牲一切在所不惜的深摯真情，透過他細膩刻劃的演技，自然不做作地把這個小人物的表情舉措，真實地帶到觀眾眼前，撼動了無數人的心，扮演改編自真人真事的主角，為戲刻意增肥20公斤，以樸實內斂的演技感動評審，並以該片榮獲第26屆青龍電影獎最佳男主角，當年度青龍獎影帝最熱門人選為在電影《我的馬拉松》中將一位自閉症青年演繹得絲絲入扣的曹承佑，同時《我的馬拉松》該片總觀影人次也高達500萬，被認為是影帝的首選，不過最後卻被《你是我的命運》片中跑出的"農村青年"黃晸珉摘取了最後的勝利果實。黃晸珉的名字，就如同樸實純真的代名詞般，席捲整個韓國。而在《我的人生中最美麗的一個星期》，他飾演一名脾氣有些火爆的純情警察，雖然與女主角吵吵鬧鬧如喜劇般的展開故事，但在他看似沒什麼擔當的外表下，卻是個值得仰賴的角色。
2005年五部電影，讓黃晸珉在當年度橫掃各大電影獎：青龍賞最佳男主角、大鐘賞最佳男配角；在大韓民國電影大賞還一箭雙雕，射下同一屆最佳男主角和最佳男配角兩大獎項。此外，他不僅在演技上受到肯定，這五部電影總共吸引了700萬多人次進電影院觀賞，締造出不可思議的票房佳績，氣勢如虹。

### 顛覆形象 一躍而成影壇不可或缺的一級演員（2006年以後）
《你是我的命運》替黃晸珉塑造出為愛犧牲的樸實男子形象，卻在隔年的《生死決斷》中完全推翻。黃晸珉在戲中飾演毒品稽查科的老練警察，一心只想抓到最大毒梟，而在戲中鬥智鬥狠，導演要求所有的演員都要說一口流利的釜山方言，這對于首爾出身的柳承範來說非常困難，因此釜山出身的黃晟玟總是把柳承範要說的台詞事先用釜山話錄了下來，讓柳承範反復的練習。片中的打鬥和爆破場面，兩位主演都沒有使用任何替身，皆親自完成拍攝。2007年的《幸福》，黃晸珉則飾演一個感情搖擺不定的軟弱男子。兩部電影都讓他再次入圍各大電影獎，証明沒有一個形象能禁錮他，他的演技足以詮釋任何角色，奠定了他在影壇一級演員的地位。
之後，黃晸珉似乎總是興致勃勃地挑戰不曾演過的角色，不停地推翻、再推翻前作的形象。2007年改編自日本著名作家貴志祐介的小說《黑屋》，講述了一個聰明的保險公司職員和沒有痛苦沒有感情的精神病患者之間的對決故事，黃晸珉飾演一位工作異于常人認真和盡職的理賠保險員，隻身調查男孩身亡巨額賠償申請，沒想到，卻也一步步地陷如惡夢般的沼澤，用演技表達出主角驚悚恐怖卻又同情的複雜情緒。該片是一部恐怖的讓人窒息的電影，影片就像是一個黑匣子，《黑屋》裏發生的殺人案中無論是殺人的理由還是凶手的意圖，都像是隱藏的黑匣子一樣帶給觀眾全新的沖擊。「最困難的是有時在空無一人的空蕩房子裏，要表現出角色的恐懼、心荒、憂慮等各種心緒，而且我詮釋的還不夠道味」黃晸珉謙虛的說著。不過他的好演技，連「黑屋」原作者貴志佑介也贊不絕口！片中一幕因為恐懼至極而渾身顫抖的戲，劇組人員在現場都被他的神情感染，不覺毛骨悚然，雞皮疙瘩直冒！貴志佑介應邀也在片中出演了一位日本觀光客。
2008年一部《曾經是超人的男人》的電影降臨地球，這個超人不似好萊塢超人系列的男主角那么幸運，做帥氣的舉動，經常"碰釘子"的他很無厘頭，用黃晸珉的話來說就是:"很親民，沒有英雄的架子"，談到遺憾，他很"委屈"地表示:"難得與有'大眾情人'的全智賢大美人合作，可惜我沒有以前的男主角的福氣，影片裡我們沒有愛情戲，"這樣傻得可愛的超人，你喜歡嗎?儘管心裡暗說這個能在馬路中心眾目睽睽之下握緊拳頭喊出:"我是超人"的男人是"傻瓜"，但為了拍出高收視的片子，性格功利的女主角全智賢不惜利用這個男人，和其四處奔走追訪他"拯救地球"的過程。本片根據韓國著名作家劉一韓的同名短篇小說改編，講述一個相信自己是超人的男人，和想利用男人的"天真無知"製作一起相信同情心無法改變世界非常現實的人文紀錄片，以此獲得高收視一鳴驚人的女人之間發生的故事，這個妄想是超人去拯救苦難中的人群的男人簡直就是不知天高地厚的小丑，由此引發了一串有趣的故事。當然，最後女主角發現誰才是真正小丑時，催淚的結局必不可少。此片黃晸珉又再次回到淳樸男子形象，但這次的角色單純到認定自己是擁有超能力的超人，能無條件拯救所有人，這又和過去的鄉村男子角色有很大的不同。黃晸珉在圈內的好演品是出了名的，連此次與其第一次合作的全智賢也發出了:"真希望所有的男演員都像黃晸珉一樣"的感嘆，表示他是一個很親和照顧後輩的演員。
而2009年的《影子殺人》，描寫的故事發生在韓國朝鮮時代末期，在混亂的韓國日據時代中，偵辦一起殺人命案，黃晸珉又再次推翻前作的單純，扮演的洪鎮鎬是個居無定所，精明睿智卻見錢眼開的外遇偵探，連偵探所都只能安置在雜亂無章的胡同角落裏的人，個性大大咧咧不修邊幅。與全智賢合作的《曾經是超人的男人》票房失利後，《影子殺人》是其回歸大銀幕的作品，意義不言而喻，黃晸珉也表示對本片寄予厚望。片中合作的後輩柳德煥成長軌跡與他與很多相似之處:兩人同是相貌平平，靠著對表演的熱愛和一股韌性從跑龍套的一個個角色開始，踏踏實實地走到一線明星的今天。因此，不僅柳德煥這個後輩對與能黃晸珉合作表示出相當興奮的心情，連溫和的黃晸珉也明言"比以往更打起一份精神，絕對不能輸給後輩丟臉"的磨拳擦掌。一個連髮型都梳理的"一絲不苟"堅持"科學是行動的依據"，另一個邋邋遢遢做事隨性憑靈感，光是見到黃晸珉和柳德煥兩人的造型就讓人忍俊不禁。更別提片裏兩人爭鋒相對的話語和南轅北轍的行動風格，絕對有著不同凡響的效果。不過正如片中的鎮鎬和光秀在關鍵時刻能顯示對彼此的信任和默契一樣，鏡頭外的黃晸珉和柳德煥也因本片的合作成為好友，"看到他，我終於明白要令觀眾記住自己的面孔需要付出多大的努力"，柳德煥這樣談對黃晸珉的看法。在之前的《生死決斷》、《黑屋》等作品中多次挑戰破案演技，為這次飾演名偵探積累了經驗，黃晸珉表示:因為從小就非常喜歡推理小說，所以收到邀請就馬上同意了出演。
2010年黃晸珉回到過去1592年，壬辰倭亂之前的朝鮮那個混沌而瘋狂的時代，首次演出古裝劇《出雲之月》，表面上看來是個猥瑣如同乞丐的角色，但卻是個身懷絕技的盲劍客。他不僅必須詮釋無法視物的盲人舉動，還得從中表達大智若愚的形象，為了完美演繹出盲人劍客的真實感，開拍前特地到盲人學校體驗生活。既充滿英雄霸氣又不失幽默，難上加難的演技展現，是導演對黃晸珉的要求，而他也不辜負導演的期待，成功演繹出馳騁於大時代的盲劍客，再次博得各方的高度讚譽。同年10月與柳承完、柳承範兄弟合作犯罪懸疑片《不當交易》上映，影片講述了無良警察和檢察官為了自己的利益捏造連環殺人案凶手，以全韓國國民為對象進行欺詐的故事，震驚全國的連環殺人案，抓捕行動連續失敗，連總統也親自介入了案件當中，調查途中最大的嫌疑犯神秘死去，警察廳決定拿出最後的殺手鐧，製造假凶手來了結案件。黃晸珉飾演擁有過人的第六感警察，把平凡小警察的貪生怕死以及骨子裏的英雄主義表演的入木三分，而柳承範也把檢察官權利所有者的貪婪與自私表現的淋漓盡致，該片獲得第32屆青龍獎最佳影片，兩位男主角也共同榮獲第15屆加拿大蒙特利爾奇幻電影節最佳男演員。
2011年延續驚悚懸疑片的熱潮，《白鯨記》以1994年11月20日首爾近郊的一起爆炸案為時空背景，講述決心要追查事件真相的熱血記者及冒著生命危險披露案件真相的告密者身上的故事。黃晸珉這次飾演的主角李炳佑身為社會部記者，不乏一腔熱血，為了捍衛公眾的知情權，勇闖禁地，力圖揭穿"爆炸事件"的真相。黃晸珉在拍攝前接觸了許多資深記者，虛心討教，做了大量筆記，為了達到效果逼真，黃晸珉還建議道具部準備了記者的全套設備，包括專業防雨衣等套件。黃晸珉亦正亦邪，可莊可醜的戲劇表演能力讓其所飾演的這個充滿正義感又富有人情味的記者擁有了超強的感染力，特別是他本人憨厚樸實的性格特質更是給角色自然加分。而用這個角色撐起全片電影也就成功了一半，另一半是題材的獨特和創新，這樣一個陰謀論題材被刻意放到了20世紀的90年代，所以不用炫科技也不玩花活，實打實用敘事醞釀出震撼的恐懼心理，電影還是拍出了一種無謂強權和專制的熱情勇氣。

### 獲獎無數，千萬演員的高峰
2012年黃晸珉和嚴正化自《我的人生中最美麗的一個星期》後，時隔6年再次在《舞后》演對手戲，片中也以真實姓名當綱角色演出。《舞后》在積極宣傳期間已經引起了不少觀眾的關心，由於當時韓國各大電視台都充斥著各種選秀節目，也誕生了很多平民歌手，《舞后》的取材趕上了好時機，讓這股熱潮下的觀眾還沒有觀看就對該片有充分的好感。再加上觀眾熟悉的嚴正化和黃晸珉兩位主演，羅美蘭、李孝利等明星的襯搭與客串，打造了這部頗受關注的作品，黃晸珉作為首爾市長候選人願意說出百姓心聲，反映真實的民生普態，首爾市長候選人的妻子嚴正化，一邊是要維護丈夫的形象，一邊是自己抓住若即若離的歌手夢想，影片成功的反映了社會議題，說明了夢想、奮鬥與年齡無關，在上映後觀眾給出的評分中10分滿分獲得了9分的平均分。黃晸珉和嚴正化的第三次夫妻檔合作讓觀眾感到熟悉和親切，歌手出身的嚴正化曾經也真是90年代的舞蹈皇后，選她來出演此角色實在是再適合不過，而樣子很昂直的黃晸珉再次發揮他無厘頭的搞笑風格，傻傻的樣子也賺得了不少觀眾掌聲，獲得好評，有些笨拙卻不失魅力的演技與震撼的主題曲和舞蹈也都可圈可點。
2013年與崔岷植還有李政宰3人攜手演出黑道電影《新世界》，新世界講述了一個發生在警察、黑幫臥底和黑幫老大之間的關于陰謀與背叛的故事。黃晸珉表示片中的角色是華僑身份，需要掌握一定的中文，但和全羅道方言比，中文實在太難了，到最後也就達到聽著跟著模仿的水準，黃晸珉扮演的金門集團鄭青老大是一個有很特別的捲發造型，但實際上他本人就是有自然捲的，並沒有格外燙髮。影片投資時一度資金未能到位導致拍攝計畫擱淺，崔岷植甚至面臨不得不放棄演出的情形，所幸，後來影片有驚無險地順利進行下去，拍攝當時由於天氣酷熱，演員的上妝效果不好，常常需要補妝，最後攝像師索性放棄了原先的預期效果，不再讓演員們上妝，用鏡頭直接捕捉大家真實的狀態，甚至細膩到面部的毛孔和皺紋，以營造一種滄桑的真實感。他也以這部電影拿下第34屆青龍獎以及第22屆釜日電影獎的雙料影帝，在青龍獎頒獎典禮的舞台上接下安聖基頒的最佳男主角，台下群眾狂呼brother，熱情回應片中鄭青的經典對白。但我們要知道的是，當時他的競爭者，正是他在《生死諜變》中請教過的演員宋康昊，另外兩名競爭者則是河正宇和薛景求，皆是非常優秀的韓國男演員。
對於多產的演員來說，作品的素質很難控制，但這對黃晸珉似乎不成問題。從大熱的《舞后》到2013年年初的人氣作《新世界》再到時下萬眾矚目的《傳說的拳頭》，黃晸珉已成為當之無愧的票房靈藥。以格鬥真人秀節目為題材的《傳說的拳頭》，影片充斥著大量的格鬥鏡頭，請來了業內的武指高手鄭鬥洪，設計了眾多別出心裁且充滿勵志感的動作戲碼，在熱血沸騰的格鬥臺上顯示著力與美的完滿結合，影片雖以打鬥為賣點，卻有別於傳統的動作片。這個傳說格鬥臺上一下推出三位閃亮的鐵血面孔，黃晸珉，劉俊相、尹帝文，導演康佑碩將其歸入勵志片甚至體育片的範疇，片中時光交錯，貫穿著主角三個人物命運的起轉承合，喜怒哀樂，歲月如梭，他們漸漸成了傳說，夾雜在人生的大舞臺，演繹著一幕幕普通人的悲喜，他們曾是鬥志昂揚的風雲兒，也在時光的磨礪下不得不對現實和生活的逆境妥協隱忍，獎金額高達兩億元的決賽“傳說對決”令他們在血肉的撞擊中再次找回了對夢想的熱情，可以說，這個故事借一個打架的場面上演了一幕幕人生的拼搏，血腥中流露出感人的情愫。影片中的“一點紅”——格鬥真人秀節目的女PD李枖原在新片發布會上，“花癡”般的表示：“我原本就是黃晸珉的影迷，看到他結實的身材時，我著實驚訝不小！”黃晸珉的最大亮點就是亮出了難以置信的強魄的體格好身材和勇猛的鬥志，算的上是一次“性感”的轉型。
2014年電影《不標準情人》以一對外表、生活方式都大相逕庭的男女主角差異作為衝突元素，黃晸珉扮演的韓太逸從事並非正正當當的討債工作，當努力追求從事銀行職員的韓惠軫起初總搞不清楚目的為何，只覺得高利貸一天到晚死纏爛打感到憤怒。直到後來男方提出每天陪伴一小時作為抵銷債務方式，在朝夕相處、每日不客氣地噓寒問暖之下終於明白男方的心意並且逐漸被感動，也算是一種流氓小姐配，女性多半往往因為男方長期真心之下受到感動。黃晸珉將一個看似野蠻但其實內心非常溫柔的硬漢演出精湛，諸如他向父親邊哭邊訴說自己對韓惠軫的愛非常虐心，劇末韓惠軫在公車大哭更是把催淚點逼向另外一波，韓惠軫演出亦可圈可點，兩人演出是一種另類的組合。《不標準情人》以一對美女野獸組合，從看不順眼、爭吵到彼此相戀，在通俗的情節男女主角出色的表演下，煽情中讓觀眾淚如雨下，劇情以愛情主線，親情支線，是一部看似平凡卻讓人看得肝腸寸斷的作品。導演也確實在兩位主角之間，明顯強調著男主角的背景，著墨他的黑道身分如何影響家庭、人際但又存有一絲情深意重的原則，使得韓惠軫的演技和角色層次相對淡薄許多，呼應著本片英文片名 Man in love。「小姐愛流氓」的典型故事，鋪陳得好也能賺人熱淚。

2014歲末一部造成轟動的電影《國際市場》，該片上映不到一個月便突破千萬觀影人次，成為南韓電影史上第11部票房突破千萬人次的電影，至今為南韓影史最高票房排名第四。以本片獲得第52屆大鐘獎影帝，黃晸珉他談道：「在飾演德洙這個角色中，70多歲的模樣似乎最重要，必須抓住70多歲這年紀的重心，才能藉此帶出20、30多歲的模樣。」他也表示：「德洙到年老後仍和周遭的人事物有隔閡的原因，必須追溯到他過往所經歷過的時代。」《國際市場》講述了一個平凡的南韓家庭從1950年朝鮮戰爭爆發至今，在大時代變遷下所經歷的悲歡離合，影片呈現了南韓20世紀半個世紀的歷史，被看做是南韓近代史的縮影，自上映以來得到觀眾強烈迴響，更是得到了中老年觀眾的一致好評。導演尹濟均表達了對作品的信心：「《國際市場》這部電影一開始就是想著黃晸珉來進行企劃的，相信能夠到位地傳達出父親這一身份的內涵」。該片因真摯感人和反映時代變遷的劇情引起觀眾共鳴，並獲得大鐘獎、青龍獎等大獎肯定。藉著《國際市場》耀眼炫目的表現，黃晸珉奪下韓國著名三大頒獎典禮的認證，可以說是「大滿貫影帝」。

2015、2016也都是他的豐收年，2015年與柳承完導演第二次合作的刑警鬥財閥的電影《辣手警探》，黃晸珉演出被稱為“韓國FBI”的廣域調查隊熱血刑警，其詼諧又緊湊的劇情安排，題材間接映照出時下社會倒影，揭露了韓國財閥霸道的扭曲社會價值，製片期間柳承完和黃晸珉還親自到明洞管轄區的南大門警察局提出請求，使得韓國電影首次得以在明洞中心全面的交通管制下進行拍攝，高強度的動作戲和追擊戲碼亦是該片一大看點。《辣手警探》創造了超越1300萬觀影人次的亮麗成績，黃晸珉亦以本片入圍第36屆青龍獎最佳男主角，繼2005年《你是我的命運》與2013年《闇黑新世界》，人生中第三座青龍獎影帝失之交臂。2015下半年與鄭宇、趙成夏、羅美蘭一同登上《喜馬拉雅》見證賺人熱淚的救援故事，電影根據真人真事改編，講述了亞洲首位征服14座8000公尺高峰的韓國傳奇登山家嚴弘吉，為了安置在2005年珠穆朗瑪峰中不幸遇難的朴武宅隊員的屍體，組團重新出發，在沒有記錄、沒有名譽褒獎的情況下，賭上性命揚程啟航，帶領救援隊上山搜尋遇難同伴遺體的心潮澎湃感人故事。主演們和70多名工作人員一起遠赴法國勃朗峰取景拍攝，全體人員需步行四天才能到達拍攝場地，而四名主要演員加上一名女演員，更要想辦法克服高山症真實攀爬到4000公尺以上的高山，事前花了不少時間接受體能和登山訓練，包括減壓體驗、岩壁和冰壁攀登，更何況他們都不具備豐富登山經驗，要一邊爬一邊演還要注意自身安全，難度之高可想而知。黃晸珉在受訪時提到同伴們為了表現該角色後來已經聲嘶力竭的身體狀態，在山洞過夜時，還偷偷躲在睡袋中不斷地大吼大叫成為真正的破鑼嗓，電影拍攝期間黃晸珉自己也掌鏡錄製了許多幕後花絮，2015年4月劇組們在法國勃朗峰當地殺青，完成了5個月的拍攝大長征，在電影殺青感想聚會時，黃晸珉百感交集不禁掉下了眼淚，電影海報眼含熱淚的黃晸珉與「等著，我們一定帶你回家」的文字亦使人格外感動。《喜馬拉雅》電影推出時，因韓國鮮少攀登高山題材的電影，又有千萬票房演員的領航，遂引起無數影迷朝聖觀看，造成相當大的一股旋風，而黃晸珉也憑藉著《國際市場》、《辣手警探》和《喜馬拉雅》3部影片成功吸引3500萬影迷的「三料千萬影帝」。
2016年年初主演的《檢察官外傳》，上映12天就有800萬的觀影人次，最終突破970萬觀影人次，映期長達三個月，稱霸韓國2016上半年票房冠軍，黃晸珉飾演熱血檢察官在旭，被誣陷將嫌疑犯施暴致死，一夜之間從檢察官成了鋃鐺入獄的罪犯，伺機而動希望報仇雪恥的他，與花美男詐欺犯姜棟元所飾演的致元，兩個最不可能的搭檔，展開一場絕地大反攻的復仇計畫，片中再次展現了百變演技，成了正義感十足的檢察官，為了辦案不僅動口還可能動手，行事不顧規章拘束。無論正邪、搞笑或嚴肅，黃晸珉演出總是完美到位。2016年下半年與鄭雨盛、郭度沅、朱智勳等出演一部正邪模糊，為著利益逞兇鬥狠的《阿修羅》電影，《闇黑新世界》的義氣派老大，《國際市場》的父親，《辣手警探》的行動派廣域調查隊，《喜馬拉雅》的人情味遠征隊長，《哭聲》演出活靈活現的巫師，從人情劇到黑色電影、黑幫片、喜劇片、超自然驚悚片，不分類型，每部作品都憑藉出眾的演技和感染力，受到了男女老少觀眾支持的演員黃晸珉，多年後為戲再度抹黑，他在這部電影中飾演萬惡不作的缺德市長，不管是什麼類型什麼故事，擁有讓觀眾相信自己飾演的角色是真的有驚人感染力的黃晸珉，介紹自己的角色說「是個怎麼找也找不到人性的人物」，「對於該如何詮釋具有多重取向的角色這一點，苦思了很多，想要專注於這點」，透露了塑造(朴成裴)的過程。
黃晸珉在出席電影《阿修羅》宣傳會上也表示說：「開拍之前我們五個人就非常團結一心，雖然影片內容非常黑暗，但我們都互相理解、體諒、彌補彼此的不足，工作過程從沒像這樣幸福過。」

2017年擔綱尹鐘斌執導的諜報電影《北風》主演，時間是1990年代中期，人物是暗號「黑金星」的南韓「國家安全企劃部」情報員，假扮成南韓商人跟北韓進行商業交易，藉此滲透北韓軍事單位，打探核開發情報的真實故事。這是2012年的電視劇《韓半島》之後，黃晸珉再度接觸涉及南北韓劇情的戲劇，對於飾演「真實的間諜」，黃晸珉做足了功課，不論是臉部表情、肢體語言或是講話口音，都必須是不同的演繹方式，他說：「我飾演的『朴皙映』與『黑金星』雖然是同一人， 但必須有完全不同的詮釋，在南韓時，他是間諜黑金星，但到了北韓，他卻要變身為商人，說話的口音與肢體語言截然不同，這對我而言是很大的挑戰，導演用了許多特寫鏡頭拍攝我的臉部表情，身為一位間諜，在騙人時內心還是會有所衝突，而這些細微的內心矛盾也會反映在臉部表情上。」導演尹鐘斌說：「這是我第一次拍攝改編自真人實事的電影，我希望帶著大家從一位間諜的角度來看朝鮮半島之爭，幾十年來，我們一直把對方當成敵人，但大家究竟在爭什麼，希望能透過《北風》這部電影，讓觀眾省思。」對於能在電影中飾演左右世界局勢的南韓間諜，黃晸珉說：「我希望透過這部電影能讓全球觀眾更了解南北韓的過去，以及『真實諜戰』的驚悚與恐怖。」尹鐘斌表示：「其實黃晸珉和『黑金星』年輕的時候十分神似，『黑金星』是軍人出身，有著典型的軍人臉，是正直和純樸的外型，但也有勇於反抗的一面。」而黃晸珉與另一主演李聖旻以本片雙雙榮獲第55屆大鐘獎最佳男演員獎，李聖旻在上台領獎時謙虛的表示：「真正的男主角是黃晸珉，真的很謝謝他。」

黃晸珉和李政宰2013年合作過《闇黑新世界》後，2020年相隔7年再度在《魔鬼對決》共同演擔綱主演，黃晸珉受訪時，透露接演本片的原因，竟然來自於「台詞量」多寡：「這次的角色比較沉默寡言，就因為台詞比較少，所以才選擇接演；之前拍《北風》的台詞太多了，讓我非常辛苦。」他也進一步表示：「因為台詞少，剛開始覺得很好，但真正開始演出的時候，卻發現很難表達情感，讓我十分苦惱。」而事實上，李政宰在片中的台詞也比黃晸珉來的少，武術指導李建文透露黃晸珉衝上汽車擋風玻璃的戲來真的，沒吊鋼絲就從高處往下跳，黃晸珉也提到幕後秘辛，坦言對打時，拳頭曾不小心擦過牆壁掛彩，為了不讓彼此受傷，所有人每天晚上都會聚在一起練習套招。雖然《闇黑新世界》也是黑幫動作片，但黃晸珉受訪時，認證《魔鬼對決》才是他第一部「真真正正的動作片」，他說「影迷都認為我在《闇黑新世界》有很多動作戲，可能原因是該片擁有許多殘忍場面，而我當時並沒有真正地去拍動作戲，直到這部才是。」本片票房12天突破350萬的成績，為2020年疫情爆發之後，最快突破350萬觀影人次的南韓電影。除了動作戲毫無冷場，黃晸珉與小孩的親情戲也令人讚賞。《傳說的拳頭》、《軍艦島》與《魔鬼對決》在不同的戲劇路線，父與女，兩代間的言語互動，皆可以看出導演為黃晸珉的角色做了許多感人鋪陳，《魔鬼對決》不僅同時兼具「硬」派動作場面，黃晸珉的角色更將展現鐵漢「柔」情的一面，冷硬緊湊的劇情多了情感的溫度。

## 對舞台劇、音樂劇的熱愛
對黃晸珉來說，現場演出應該是他的最愛。在電影界成名後，他仍然對這直接面對觀眾的舞台保有無比的熱情。2004年的《百老匯42街》裡，他與同為舞台劇演員的妻子，共同演出這場歌舞劇。2008年的《笑の大學》則是日本名編導三谷幸喜創作的劇本，黃晸珉成功地演出這爆笑的喜劇。同年，黃晸珉還在音樂劇《NINE》中，將一個面臨票房慘敗和複雜女性關係的落魄導演心境，用他多變而感性的歌喉和肢體動作，巧妙地展現。
2009年年底，黃晸珉在浪漫音樂劇《婚禮歌手》中，扮演一個在婚禮上為新郎新娘歡樂歌唱，卻對自己的愛情有所顧慮掙扎的婚禮歌手。這回黃晸珉展現他感情豐富的演唱實力，時而抒情、時而輕快的歌聲演技，將這齣熱鬧的音樂劇帶到高潮，而現實生活中的他則同相戀了10之久的高中女友金美慧結束了馬拉松式的愛情，在2004年9月步入了結婚的殿堂。
憑藉著舞台音樂劇的唱功實力，黃晸珉也時常在自己主演的電影戲劇裡獻聲，《你是我的命運》裡和全道嬿一起合唱的(You are My Sunshine)，《那個傻瓜》裡的具冬柏合唱團演唱(Over the Rainbow)，還有劇中喬遷宴唱的(紅色晚霞)，《生死決斷》則和其他主演合唱插曲，《軍艦島》和女兒金秀安溫馨獻唱片尾曲(希望之歌)。

## 逸聞
2015年歲末，電影《喜馬拉雅》劇組在首爾往十里CGV影院舉行了媒體座談會，採訪中黃晸珉稱隨著年齡的增長，自己在片場已然是一名前輩，再加上又在片中身負主角重任，因此更感孤單。黃晸珉解釋道：「以前在片場經常與工作人員們說笑，有很多愉快的回憶。但不知道是從哪一刻起，大家開始視我為了年長者。特別是在此次拍攝《喜馬拉雅》時，更加感到了孤單。我在想，或許並不是因為片中嚴洪吉這個角色，而是因為黃晸珉這個演員的地位。不知是從何時開始，當我主動接近工作人員時，他們都會感到不自在。但是這也沒辦法，他們肯定會感到不自在的。每當那種時候，我就覺得我所感受到的孤單或許與片中角色嚴洪吉所感受的孤單是一樣的，在拍攝電影的過程中，似乎我也多少了解到了嚴洪吉的內心情感。」接著，黃晸珉說道：「我覺得去克服這種孤單的心理應該是今後我需要完成的一項作業。隨著年齡的增長，我會成為更多人的前輩，甚至在某一個瞬間，有些工作人員可能會稱我為『老師』。換個角度想想，到了那時，我可能會更加孤單吧。既然我提早感受到了那種孤單，我覺得我就應該積極正面地接受。」

## 演出作品

### 電影
| 年份   | 片名                       | 角色                 | 導演             | 合作演員                                                     | 備註     |
| ------ | -------------------------- | -------------------- | ---------------- | ------------------------------------------------------------ | -------- |
| 1990   | 將軍的兒子                 | 池培仁               | 林權澤           | 朴尚民、申鉉濬、金勝友                                       |          |
| 1999   | 生死諜變                   | 特別搜查班           | 姜帝圭           | 韓石圭、崔岷植、宋康昊、金侖珍                               |          |
| 2001   | 威基基兄弟                 | 姜洙                 |                  |                                                              |          |
| 2002   | YMCA野球團                 | 柳光泰               | 金賢錫           | 宋康昊、金惠秀、金柱赫、李對淵、曹承佑                       |          |
| 2002   | Road Movie                 | 大植                 | 金仁植           | 方銀珍、鄭燦、李宰久、李在應                                 |          |
| 2003   | 壞女人的最後               |                      |                  |                                                              |          |
| 2003   | 最後的狼                   | 高政植               |                  | 梁東根、張航善                                               |          |
| 2003   | 偷情男女                   | 勇傑                 | 林常樹           | 文素利、尹汝貞                                               |          |
| 2004   | 女人貞慧                   | 作家                 | 李潤基           | 金志秀、金惠玉、金美聖                                       |          |
| 2004   | 甜蜜的人生                 | 白社長               | 金知雲           | 李秉憲、申敏兒、金榮哲、吳達庶                               |          |
| 2005   | 你是我的命運               | 金錫重               | 朴鎮表           | 全道嬿、羅文姬、白道斌、尹帝文、金光奎、柳承秀               |          |
| 2005   | 天軍                       | 朴正宇               | 閔俊基           | 朴重勳、金勝友、孔曉振、馬東錫                               |          |
| 2005   | 我的人生中最美麗的一個星期 | 那斗哲               | 閔奎東           | 嚴正化、任昌丁、金秀路、金裕貞、鄭敬淏、廉晶雅、千虎珍       |          |
| 2006   | 生死決斷                   | 圖警長               | 崔浩             | 柳承範、秋瓷炫                                               |          |
| 2007   | 第十一個媽媽               |                      | 金鎮成           | 金惠秀、金永燦、柳承龍、金志映                               |          |
| 2007   | 黑屋                       | 全俊五               | 申泰拉           | 金瑞亨、裕善、姜信日                                         |          |
| 2007   | 幸福                       | 英洙                 | 許秦豪           | 林秀晶、孔曉振                                               |          |
| 2008   | 曾經是超人的男人           | 李賢釋               | 鄭允哲           | 全智賢、陳智熙                                               |          |
| 2009   | 殺人影子                   | 洪鎮鎬               | 朴大民           | 柳德煥、吳達庶、嚴智苑、尹帝文                               |          |
| 2009   | 五感圖                     | 閔載仁               | 許秦豪、閔奎東等 | 張赫、金剛于、金秀路、嚴正化、金孝珍、李詩英、宋仲基、金東昱 |          |
| 2010   | 出雲之月                   | 黃正鶴               | 李濬益           | 車勝元、白成鉉、韓智慧                                       |          |
| 2010   | 不當交易                   | 崔哲基               | 柳承完           | 柳承範、柳海真、馬東錫、千虎珍                               |          |
| 2011   | 平壤城                     | 金法敏               | 李濬益           | 鄭進永、柳承龍、李文植、鮮于善、尹帝文、李光洙               |          |
| 2011   | 白鯨記                     | 李炳佑               | 樸仁載           | 金尚浩、秦九、金敏喜、李璟榮                                 |          |
| 2012   | 舞后                       | 黃晸珉               | 李石勛           | 嚴正化、羅美蘭、李漢偉、李對淵                               |          |
| 2013   | 闇黑新世界                 | 鄭青                 | 朴勳正           | 崔岷植、李政宰、朴誠雄、宋智孝、金秉玉                       |          |
| 2013   | 結束和開始                 | 閔載仁               | 閔奎東           | 嚴正化、金孝珍                                               |          |
| 2013   | 傳說的拳頭                 | 林德奎               | 康佑碩           | 劉俊相、尹帝文、李枖原、鄭雄仁、姜信日、成智婁               |          |
| 2014   | 不標準情人                 | 韓太逸               | 郭東郁           | 韓惠珍、郭度沅鄭滿植、金秉玉                                 |          |
| 2014   | 國際市場                   | 尹德洙               | 尹濟均           | 金侖珍、羅美蘭、吳達庶、鄭進永                               |          |
| 2015   | 辣手警探                   | 徐道哲               | 柳承完           | 劉亞仁、柳海真、吳達庶                                       |          |
| 2015   | 喜馬拉雅                   | 嚴弘吉               | 李石勳           | 鄭宇、羅美蘭、金吝勸、趙成夏、金元海                         |          |
| 2016   | 王牌計中計                 | 邊在旭               | 李一亨           | 姜棟元、李聖旻、朴誠雄                                       |          |
| 2016   | 哭聲                       | 一光                 | 羅宏鎮           | 郭度沅、千玗嬉、國村隼、金煥熙                               |          |
| 2016   | 阿修羅                     | 朴成裴               | 金性洙           | 鄭雨盛、郭度沅、朱智勳                                       |          |
| 2017   | 軍艦島                     | 李姜宇               | 柳承完           | 蘇志燮、宋仲基、李貞賢                                       |          |
| 2018   | 北風                       | 朴皙映               | 尹鐘彬           | 李聖旻、朱智勳、趙震雄                                       |          |
| 2019   | 錢力遊戲                   | 第一次交易失誤訂購者 | 朴努利           | 柳俊烈、劉智泰、趙宇鎮                                       | 友情客串 |
| 2020   | 魔鬼對決                   | 仁南                 | 洪源澯           | 李政宰、朴正民、崔嬉序                                       |          |
| 2021   | 綁架影帝黃晸珉             | 本人                 | 畢鑑盛           | 李瑜美、劉慶秀、李浩貞、金宰範                               |          |
| 2022   | 獵首密令                   | 北韓脫北飛行員       | 李政宰           | 李政宰、鄭雨盛、田慧振、許城泰、高允貞                       | 友情客串 |
| 2023   | 玩命交涉                   | 鄭宰浩               | 林顺礼           | 玄彬、姜其永                                                 |          |
| 2023   | 格杀福顺                   | 织田真一郎           | 卞成賢           | 全道嬿、薛耿求、李絮、具教煥                                 | 特別出演 |
| 2023   | 首爾之春                   | 全斗光               | 金性洙           | 郑雨盛、李圣旻、朴海俊、金成均                               |          |
| 2024   | Cross                      | 朴姜武               | 李明勋           | 廉晶雅、田慧振、郑满植                                       |          |
| 2024   | 辣手警探2                  | 徐道哲               | 柳承完           | 丁海寅、吳達洙、張允柱、吳代煥                               |          |
| 待公布 | Hope                       |                      | 羅泓軫           | 趙寅成、郑好娟、麥可·法斯賓達、艾莉西亞·薇坎德               |          |

### 電視劇
| 年份 | 電視台  | 劇名         | 角色   | 備註     |
| ---- | ------- | ------------ | ------ | -------- |
| 2009 | KBS     | 《那個傻瓜》 | 具冬柏 |          |
| 2012 | TV朝鮮  | 《韓半島》   | 徐名俊 |          |
| 2020 | JTBC    | 《Hush》     | 韓俊赫 |          |
| 2022 | Netflix | 《毒梟聖徒》 | 全耀煥 |          |
| 2025 | Disney+ | 《血謎拼圖》 | 伍哲進 | 特別出演 |

### 舞台劇／音乐剧
| 年份 | 演出劇名              |
| ---- | --------------------- |
| 1994 | 《地鐵1號線》         |
| 1997 | 《萬世巨星》          |
| 1997 | 《義兄弟》            |
| 1999 | 《蚊子》              |
| 1999 | 《貓》                |
| 2000 | 《張保皋之夢》        |
| 2001 | 《TOMMY》             |
| 2004 | 《百老匯42街》        |
| 2008 | 《笑聲大學》          |
| 2008 | 《NINE》              |
| 2009 | 《婚禮歌手》          |
| 2012 | 《ManofLaMancha》     |
| 2012 | 《ASSASSINS》         |
| 2016 | 《The Orchestra Pit》 |
| 2018 | 《理查三世》          |
| 2024 | 《馬克白》            |

### MV
- 2005年：Brown Eyes《歸路》（與尹珍序）
- 2021年：U-Know《Thank U》
- 2021年: 任昌丁《별거 없던 그 하루로》

### 動畫配音
- 2006年： 森林保衛戰(Over the Hedge) 浣熊阿傑

## 提名及獲獎記錄
| 年份   | 頒獎典禮                   | 獎項                            | 作品               | 結果 |
| ------ | -------------------------- | ------------------------------- | ------------------ | ---- |
| 2002   | 第39届大钟奖               | 最佳新人男演員                  | 《威基基兄弟》     | 提名 |
| 2002   | 第1届大韩民国电影大奖      | 最佳男配角                      | 《威基基兄弟》     | 獲獎 |
| 2002   | 第23屆青龍電影獎           | 最佳新人男演員                  | 《同志天涯淪落人》 | 獲獎 |
| 2002   | 第3屆釜山電影評論家協會獎  | 最佳新人男演員                  | 《同志天涯淪落人》 | 獲獎 |
| 2002   | 第5屆導演選擇獎            | 年度新人男演員                  | 《同志天涯淪落人》 | 獲獎 |
| 2002   | 第22屆韩国电影评论家协会奖 | 最佳新人男演員                  | 《同志天涯淪落人》 | 獲獎 |
| 2003   | 第40屆大鐘獎               | 最佳男主角                      | 《同志天涯淪落人》 | 提名 |
| 2003   | 第2届大韩民国电影大奖      | 最佳男主角                      | 《同志天涯淪落人》 | 提名 |
| 2003   | 第2届大韩民国电影大奖      | 最佳新人男演員                  | 《同志天涯淪落人》 | 提名 |
| 2005   | 第42屆大鐘獎               | 最佳男配角                      | 《不悔》           | 獲獎 |
| 2005   | 第4届大韩民国电影大奖      | 最佳男配角                      | 《不悔》           | 獲獎 |
| 2005   | 第4届大韩民国电影大奖      | 最佳男主角                      | 《你是我的未來》   | 獲獎 |
| 2005   | 第13届春史电影奖           | 最佳男主角                      | 《你是我的未來》   | 提名 |
| 2005   | 第26屆青龍電影獎           | 最佳男主角                      | 《你是我的未來》   | 獲獎 |
| 2005   | 第26屆青龍電影獎           | 最佳情侣奖（与全道嬿）          | 《你是我的未來》   | 獲獎 |
| 2005   | 第26屆青龍電影獎           | 最佳男配角                      | 《不悔》           | 提名 |
| 2006   | 第29屆黃金攝影獎           | 最優秀男演員                    | 《你是我的未來》   | 獲獎 |
| 2006   | 第43屆大鐘獎               | 最佳男主角                      | 《你是我的未來》   | 提名 |
| 2006   | 第42屆百想藝術大獎         | 電影部門 男子最優秀演技獎       | 《你是我的未來》   | 提名 |
| 2006   | 第42屆百想藝術大獎         | 電影部門 男子人氣獎             | 《你是我的未來》   | 提名 |
| 2006   | 第3屆Max Movie电影奖       | 最佳男主角                      | 《你是我的未來》   | 提名 |
| 2006   | 第7屆釜山電影評論家協會獎  | 最佳男主角                      | 《死生决断》       | 獲獎 |
| 2006   | 第5届大韩民国电影大奖      | 最佳男主角                      | 《死生决断》       | 提名 |
| 2007   | 第28屆青龍電影獎           | 最佳男主角                      | 《尋找幸福的日子》 | 提名 |
| 2007   | 第28屆青龍電影獎           | 人氣明星獎                      | 《尋找幸福的日子》 | 獲獎 |
| 2008   | 第45屆大鐘獎               | 最佳男主角                      | 《尋找幸福的日子》 | 提名 |
| 2008   | 第2届韩国音乐剧大奖        | 最佳男主角                      | 《九》             | 提名 |
| 2009   | 第17屆春史电影奖           | 最佳男主角                      | 《影子杀人》       | 提名 |
| 2009   | KBS演技大獎                | 迷你剧 优秀演技奖               | 《傻瓜》           | 提名 |
| 2009   | KBS演技大獎                | 最优秀演技奖                    | 《傻瓜》           | 提名 |
| 2011   | 第15屆加拿大奇幻電影節     | 最佳男演員                      | 《不當交易》       | 獲獎 |
| 2011   | 第45届纳税人之日           | 总统表彰                        | 不適用             | 獲獎 |
| 2012   | 第48屆百想藝術大賞         | 電影部門 男子人氣獎             | 《舞后》           | 提名 |
| 2012   | 第49屆大鐘獎               | 最佳男主角                      | 《舞后》           | 提名 |
| 2012   | 第16届韩国音乐剧大奖       | 最佳男主角                      | 《我，堂吉诃德》   | 提名 |
| 2013   | 第49屆百想藝術大賞         | 電影部門 男子最優秀演技獎       | 《闇黑新世界》     | 提名 |
| 2013   | 第49屆百想藝術大賞         | 電影部門 男子人氣獎             | 《闇黑新世界》     | 提名 |
| 2013   | 第22屆釜日電影獎           | 最佳男主角                      | 《闇黑新世界》     | 獲獎 |
| 2013   | 第34屆青龍電影獎           | 最佳男主角                      | 《闇黑新世界》     | 獲獎 |
| 2013   | 第33届韩国电影评论家协会奖 | 最佳男主角                      | 《闇黑新世界》     | 提名 |
| 2013   | 韩国电影演员协会奖         | 优秀明星奖                      | 《闇黑新世界》     | 獲獎 |
| 2013   | 第50屆大鐘獎               | 最佳男主角                      | 《闇黑新世界》     | 提名 |
| 2013   | 第50屆大鐘獎               | 最佳男主角                      | 《傳說的拳頭》     | 提名 |
| 2014   | 第9届Max Movie电影奖       | 最佳男主角                      | 《闇黑新世界》     | 提名 |
| 2014   | 第19届春史电影奖           | 最佳男主角                      | 《闇黑新世界》     | 提名 |
| 2015   | 第20屆春史電影獎           | 最佳男主角                      | 《國際市場》       | 提名 |
| 2015   | 第35屆黃金攝影賞           | 演技大獎                        | 《國際市場》       | 獲獎 |
| 2015   | 第15屆韓國導演選擇獎       | 年度男子演技獎                  | 《國際市場》       | 獲獎 |
| 2015   | 第8届首尔老年人市民电影奖  | 电影部门 最佳情侣奖（与金允珍） | 《國際市場》       | 獲獎 |
| 2015   | 堤川国际音乐电影节         | 最佳男主角                      | 《國際市場》       | 獲獎 |
| 2015   | 第10届Max Movie电影奖      | 最佳男主角                      | 《國際市場》       | 提名 |
| 2015   | 第52屆大鐘獎               | 最佳男主角                      | 《國際市場》       | 獲獎 |
| 2015   | 第36屆青龍電影獎           | 最佳男主角                      | 《辣手警探》       | 提名 |
| 2015   | 第2屆韓國電影製作人協會獎  | 最佳男主角                      | 《國際市場》       | 獲獎 |
| 2016   | 第52屆百想藝術大賞         | 電影部門 男子最優秀演技獎       | 《辣手警探》       | 提名 |
| 2016   | 第52屆百想藝術大賞         | 電影部門 男子人氣獎             | 《辣手警探》       | 提名 |
| 2016   | 第25届釜日电影奖           | 最佳男主角                      | 《辣手警探》       | 提名 |
| 2016   | 第25届釜日电影奖           | 最佳男配角                      | 《哭聲》           | 提名 |
| 2016   | 第53屆大鐘獎               | 最佳男配角                      | 《哭聲》           | 提名 |
| 2017   | 第53屆百想藝術大賞         | 電影部門 男子人氣獎             | 《哭聲》           | 提名 |
| 2017   | 第22届春史电影奖           | 最佳男配角                      | 《哭聲》           | 提名 |
| 2017   | 第1届The Seoul Awards      | 电影部门 最佳男主角             | 《軍艦島》         | 提名 |
| 2018   | 第27届釜日电影奖           | 最佳男主角                      | 《北寒諜戰》       | 提名 |
| 2018   | 第55屆大鐘獎               | 最佳男主角                      | 《北寒諜戰》       | 獲獎 |
| 2021   | 第41屆青龍電影獎           | 最佳男主角                      | 《魔鬼對決》       | 提名 |
| 2022   | 第27届春史电影奖           | 最佳男主角                      | 《綁架影帝黃晸珉》 | 提名 |
| 2023   | 第21届韩国导演选择奖       | OTT部门 最佳男主角              | 《毒梟聖徒》       | 提名 |
| 2023   | 大韩民国大众文化艺术奖     | 总统表彰                        | 不適用             | 獲獎 |
| 2024年 | 第17屆亞洲電影大獎         | 最佳男主角                      | 《首爾之春》       | 提名 |
| 2024年 | 第22屆導演選擇獎           | 電影部門 最佳男演員             | 《首爾之春》       | 提名 |
| 2024年 | 第60屆百想藝術大獎         | 電影部門 男子最優秀演技獎       | 《首爾之春》       | 獲獎 |
| 2024年 | 第33屆釜日電影獎           | 最佳男主角                      | 《首爾之春》       | 提名 |
| 2024年 | 第45屆青龍電影獎           | 最佳男主角                      | 《首爾之春》       | 獲獎 |

## 外部連結
- 黃晸珉在韩国电影数据库（KMDb）上的資料（韓語）
- 黃晸珉在daum電影的資料
- 黃晸珉在naver網站的資料